# Münzgesetz von 1792
Das Münzgesetz von 1792 (englisch Coinage Act of 1792) hatte den offiziellen Titel An act establishing a mint, and regulating the Coins of the United States. Es regulierte das Münzwesen der Vereinigten Staaten und bestimmte eine staatliche Münzprägeanstalt, die das Recht hatte, Münzen für die Vereinigten Staaten herzustellen. Auch Umfang, Art und Ausgestaltung der Münzen wurden in dem Gesetz geregelt.

## Geschichte
Vorgeschlagen wurde das Gesetz mit dem „Report on the Mint“, der am 28. Januar 1791 vorgelegt wurde, des damaligen Finanzminister Alexander Hamilton. Es wurde am 2. April 1792 verabschiedet und hatte zur Folge, dass im selben Jahr in der damaligen Hauptstadt der Vereinigten Staaten Philadelphia die Philadelphia Mint, die erste staatliche Münzprägeanstalt und zugleich das erste offizielle Gebäude, des sich bildenden Staatswesens erbaut wurde. Es definierte das mengenmäßige Tauschverhältnis von Gold und Silber auf eins zu fünfzehn. Auf der Kopfseite der Münzen sollten laut Entwurf der jeweilige US-Präsident abgebildet sein. Dies wurde verworfen. Auf der Kopfseite sollte ein Motiv sein, dass einen Bezug zu dem Wort Freiheit herstellt. Auf der Zahlseite der Münze sollte „Vereinigte Staaten von Amerika“ stehen. Auf der Zahlseite der Kupfermünzen sollte der Nennwert in Buchstaben geprägt sein. Jeder Bürger konnte, entweder kostenlos oder gegen eine Gebühr, seine Gold- und Silberbarren gegen Münzen eintauschen. Die Konten der Regierung wurden von nun an in der neuen Währung geführt. Faktisch lehnte sich die neue Währung eng an die damalige Leitwährung, den „Spanischen Real“ auch „Spanischer Dollar“ (span. „Real de a 8“), der als Silbermünze ein Jahr später, 1793, auch auf dem Gebiet der Vereinigten Staaten legales Zahlungsmittel wurde.

## Offizielle Münzen im Jahre 1792

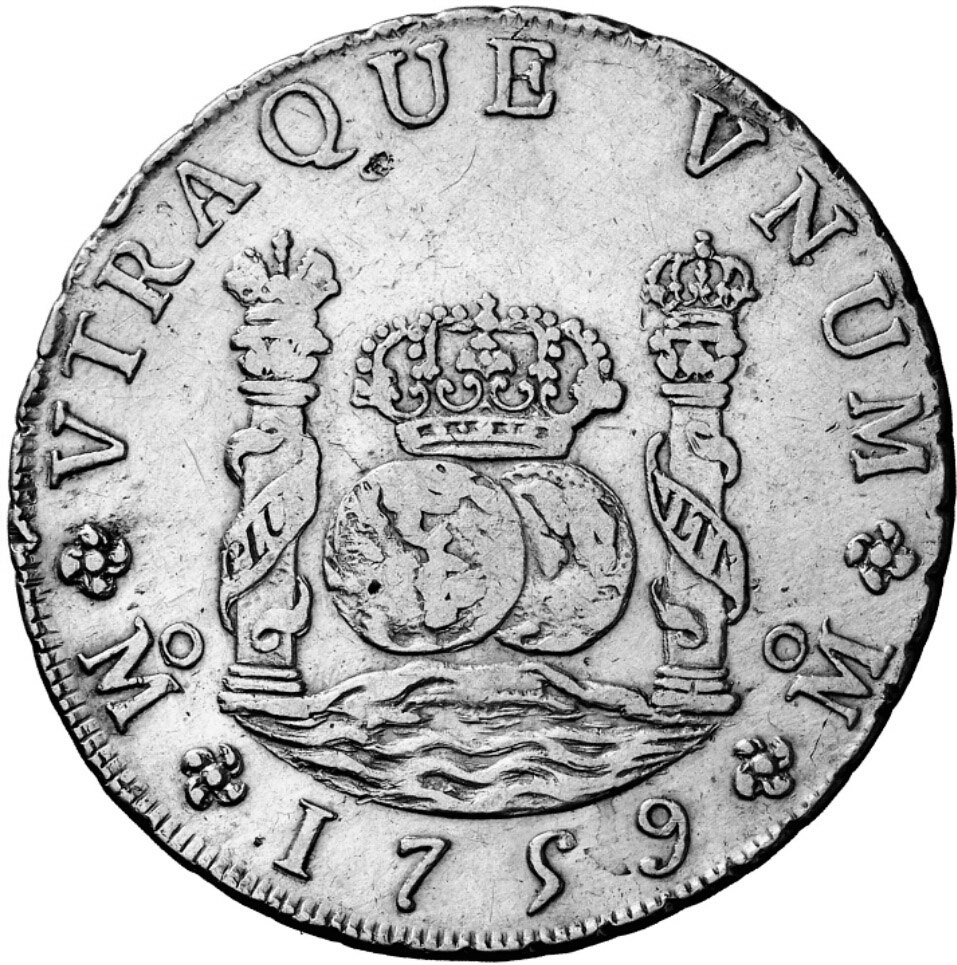
Silbermünze Real de a 8 der spanischen Krone von 1759

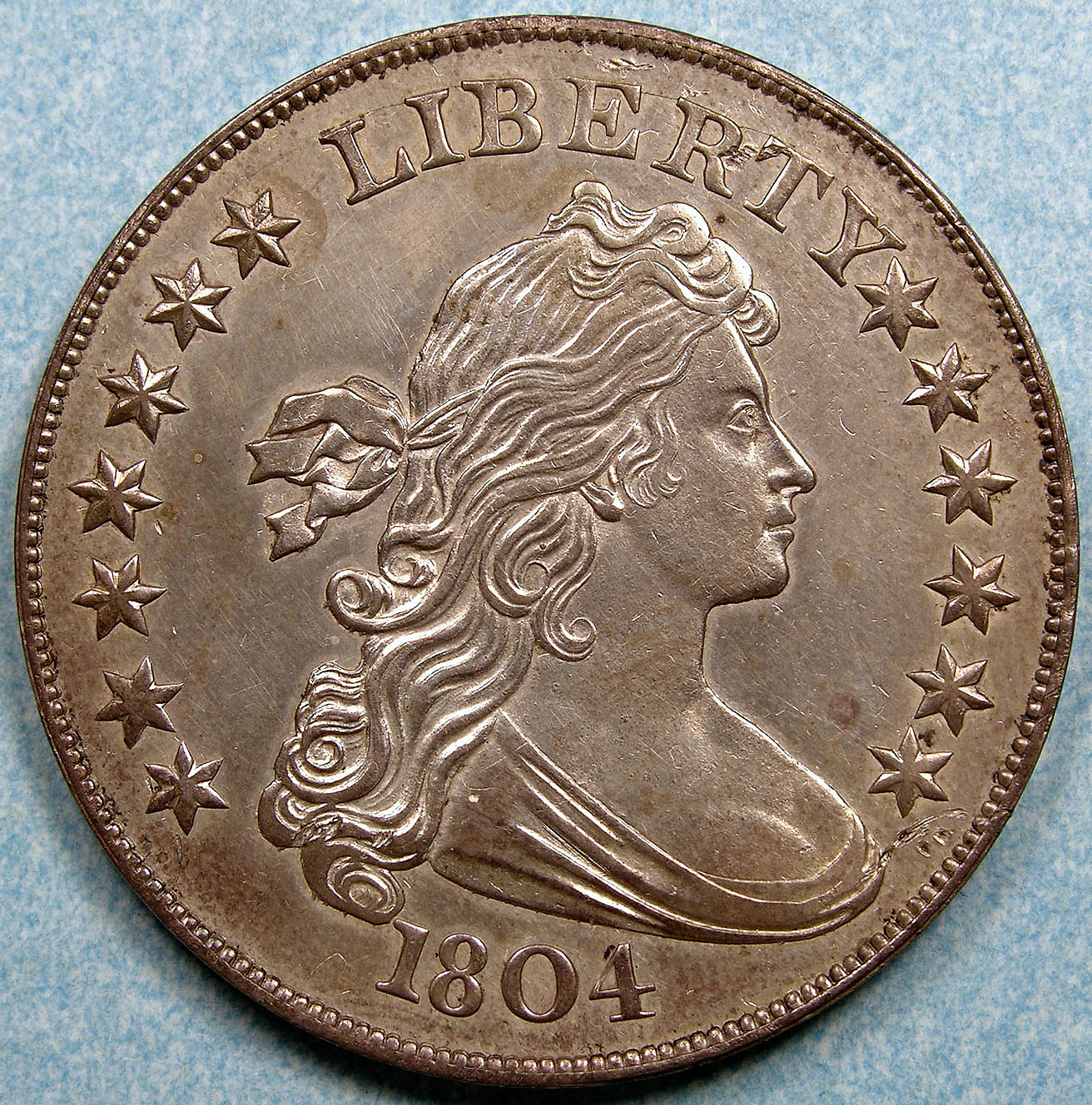
1804 Silberdollar

| Adler         | 10 $    | 91,667 % Gold, 6 % Silber, 2,33 % Kupfer | 17,5 g   |
| Halbadler     | 5 $     | 91,667 % Gold, 6 % Silber, 2,33 % Kupfer | 8,75 g   |
| Vierteladler  | 2,50 $  | 91,667 % Gold, 6 % Silber, 2,33 % Kupfer | 4,37 g   |
| Dollar        | 1 $     | 89,25 % Silber, 10,75 % Kupfer           | 26,96 g  |
| Halbdollar    | 0,50 $  | 89,25 % Silber, 10,75 % Kupfer           | 13,50 g  |
| Vierteldollar | 0,25 $  | 89,25 % Silber, 10,75 % Kupfer           | 6,74 g   |
| Dime          | 0,10 $  | 89,25 % Silber, 10,75 % Kupfer           | 2,70 g   |
| Halbdime      | 0,05 $  | 89,25 % Silber, 10,75 % Kupfer           | 1,35 g   |
| Cent          | 0,01 $  | 100 % Kupfer                             | 17,105 g |
| Halbcent      | 0,005 $ | 100 % Kupfer                             | 8,5525 g |